# Coupe du monde de snowboard 2005-2006
Navigation
Édition précédente Édition suivante
La Coupe du monde de snowboard 2005-2006 est la 12e saison de la Coupe du monde de snowboard organisée par la Fédération internationale de ski. Elle débute le 14 septembre 2005 à Valle Nevado au Chili et se termine le 19 mars 2006 à Furano au Japon. Les Suisses Daniela Meuli et Simon Schoch remportent les classements généraux.

## Déroulement de la compétition
La saison se déroule du 14 septembre 2005 au 19 mars 2006, en dix-neuf étapes répartis sur onze pays et quatre continents. Les étapes sont communes au femmes et aux hommes qui participent à des épreuves similaires aux mêmes dates, à l'exception du big air réservé au hommes (les femmes n'y accéderont qu'à partir de la saison 2014-2015) : Snowboard cross, courses parallèles et half-pipe. Après annulations et reports il y a un total de trente épreuves féminines et trente-cinq masculines (avec cinq big airs donc). La saison est interrompue en février pour laisser place aux Jeux olympiques de Turin.
Après une saison 2004-2005 où le classement général n'a pas été comptabilisé, les gros globes sont de nouveaux décernées. Chez les femmes la championne en titre, la Française Julie Pomagalski termine à la seconde place, détrôné par la Suisse Daniela Meuli grâce à sa domination en parallèle. Elle devient la première Suisse à remporter le classement général de Snowboard. C'est sa compatriote Manuela Pesko qui complète le podium, mais à bonne distance des deux premières. Chez les hommes le Suisse Simon Schoch, lui aussi spécialiste des épreuves parallèles, met fin à l'hégémonie du canadien Jasey Jay Anderson qui avait remporté mes quatre derniers gros globes, de 2001 à 2004. Une histoire de famille puisque que Simon est secondé par son frère Philipp au classement général, le canadien ne terminant finalement « que » troisième. À noter que comme sa compatriote Daniela Meuli, Simon Schoch est le premier snowboardeur Suisse à remporter le gros globe (attribué depuis 1995).

## Classements

### Général
| Rang | Nom                | Points  |
| ---- | ------------------ | ------- |
| 1    | Simon Schoch       | 6900.00 |
| 2    | Philipp Schoch     | 6595.00 |
| 3    | Jasey Jay Anderson | 5042.00 |
| 4    | Heinz Inniger      | 4560.00 |
| 5    | Andreas Prommegger | 4470.00 |

| Rang | Nom              | Points  |
| ---- | ---------------- | ------- |
| 1    | Daniela Meuli    | 8400.00 |
| 2    | Julie Pomagalski | 8030.00 |
| 3    | Manuela Pesko    | 6475.00 |
| 4    | Doresia Krings   | 5980.00 |
| 5    | Maëlle Ricker    | 5150.00 |

### Parallèles
Le classement des épreuves parallèles regroupe les résultats des épreuves de slalom parallèle (quatre) et de slalom géant parallèle (sept). Chez les femmes, la Suisse Daniela Meuli réussit l'exploit de monter sur les onze podiums : quatre troisième place, trois deuxièmes places et cinq victoires. Elle devance de plus de trois-mille point (chaque victoire rapporte mille points) sa dauphine française Julie Pomagalski (quatre podiums dont trois victoires) et sa compatriote Ursula Bruhin (trois podiums dont une victoire). Chez les hommes ce sont les frères Suisses Simon et Philipp Schoch règnent sur la discipline : Sept podiums dont trois victoires pour Simon qui lui assurent le titre de la discipline devant son frère Philipp, six podiums dont quatre victoires. L'Allemand Heinz Inniger (une victoire et deux troisièmes place) complète le podium.
| Rang | Nom                | Points  |
| ---- | ------------------ | ------- |
| 1    | Simon Schoch       | 6900.00 |
| 2    | Philipp Schoch     | 6595.00 |
| 3    | Heinz Inniger      | 4470.00 |
| 4    | Andreas Prommegger | 4060.00 |
| 5    | Marc Iselin (en)   | 3748.00 |

| Rang | Nom                 | Points  |
| ---- | ------------------- | ------- |
| 1    | Daniela Meuli       | 8400.00 |
| 2    | Julie Pomagalski    | 5130.00 |
| 3    | Ursula Bruhin       | 4790.00 |
| 4    | Fränzi Mägert-Kohli | 3910.00 |
| 5    | Doris Günther       | 3600.00 |

### Snowboard cross
La Suisse Dominique Maltais et le Canadien Jasey Jay Anderson remportent les globes du snowboard cross,. Chez les femmes Dominique Maltais remporte deux des neuf courses plus une seconde place, et s'impose devant la Canadienne Maëlle Ricker (trois podiums également, mais pas de victoire) et l'Autrichienne Doresia Krings (une victoire eu une deuxième place). Chez les hommes le vainqueur du globe de la spécialité de 2002 récidive avec « seulement » deux podiums dont une victoire. Son compatriote Drew Neilson affiche le même bilan alors que le Français Xavier de Le Rue complète ce podiums avec quatre podiums, dont une victoire.
| Rang | Nom                | Points  |
| ---- | ------------------ | ------- |
| 1    | Jasey Jay Anderson | 3950.00 |
| 2    | Drew Neilson       | 3606.00 |
| 3    | Xavier de Le Rue   | 3372.00 |
| 4    | Nate Holland       | 3230.00 |
| 5    | Marco Huser (en)   | 2837.00 |

| Rang | Nom               | Points  |
| ---- | ----------------- | ------- |
| 1    | Dominique Maltais | 4690.00 |
| 2    | Maëlle Ricker     | 4010.00 |
| 3    | Doresia Krings    | 3710.00 |
| 4    | Olivia Nobs       | 3360.00 |
| 5    | Mellie Francon    | 3040.00 |

### Half-pipe
La Suisse Manuela Pesko remporte son deuxième globe après celui de 2003 et l'Allemand Jan Michaelis son deuxième globe après celui de 2003,. La Suisse réussi une très bonne deuxième moitié de saison (malgré un échec aux Jeux olympiques avec trois victoires et deux secondes places lors des cinq dernières courses. Elle devance la Polonaise Paulina Ligocka (trois podiums, une victoire) et la Française Sophie Rodriguez (deux troisième places). Chez les hommes Jan Michaelis se contente d'une victoire, trois podiums en tout, pour devancer son compatriote Xaver Hoffmann (de) (une victoire et une troisième place) et le japonais Kazuhiro Kokubo (deux victoires mais peu de régularité).
| Rang | Nom                 | Points  |
| ---- | ------------------- | ------- |
| 1    | Jan Michaelis       | 4560.00 |
| 2    | Xaver Hoffmann (de) | 3560.00 |
| 3    | Kazuhiro Kokubo     | 2420.00 |
| 4    | Antti Autti         | 2400.00 |
| 5    | Brad Martin         | 2260.00 |

| Rang | Nom              | Points  |
| ---- | ---------------- | ------- |
| 1    | Manuela Pesko    | 6360.00 |
| 2    | Paulina Ligocka  | 3640.00 |
| 3    | Sophie Rodriguez | 3560.00 |
| 4    | Shiho Nakashima  | 3080.00 |
| 5    | Doriane Vidal    | 3000.00 |

### Big air
Seuls les hommes bénéficient d'une coupe du monde de Big air, cinq épreuves où trois athlètes se disputent le titre : l'Autrichien Stefan Gimpl (une victoire et deux deuxièmes places), le Finlandais Ville Uotila (pl) (deux deuxièmes et une troisième places) et le Slovène Matevž Petek, le seul à deux victoires. C'est Gimpl qui s'impose pour deux-cent quatre-vingt points devant Uotila qui en a lui-même deux-cent dix d'avance sur Petek.
| Rang | Nom                  | Points  |
| ---- | -------------------- | ------- |
| 1    | Stefan Gimpl         | 3100.00 |
| 2    | Ville Uotila (pl)    | 2820.00 |
| 3    | Matevž Petek         | 2610.00 |
| 4    | Florian Mausser (pl) | 1690.00 |
| 5    | Jaakko Ruha (fi)     | 1440.00 |

## Calendrier et podiums

### Femmes
| Date                                                          | Lieu              | Épreuve           | Vainqueur          | Second               | Troisième             |
| ------------------------------------------------------------- | ----------------- | ----------------- | ------------------ | -------------------- | --------------------- |
| 14 septembre 2005                                             | Valle Nevado      | Half-pipe         | Hannah Teter       | Doriane Vidal        | Holly Crawford        |
| 15 septembre 2005                                             | Valle Nevado      | Half-pipe         | Hannah Teter       | Doriane Vidal        | Mercedes Nicoll       |
| 17 septembre 2005                                             | Valle Nevado      | Snowboard cross   | Lindsey Jacobellis | Maëlle Ricker        | Marie Laissus         |
| 18 septembre 2005                                             | Valle Nevado      | Snowboard cross   | Déborah Anthonioz  | Maëlle Ricker        | Tanja Frieden         |
| 7 octobre 2005                                                | Landgraaf         | Slalom parallèle  | Julie Pomagalski   | Isabelle Blanc       | Daniela Meuli         |
| 15 octobre 2005                                               | Sölden            | Géant parallèle   | Isabelle Blanc     | Amelie Kober         | Daniela Meuli         |
| 21 octobre 2005                                               | Saas-Fee          | Half-pipe         | Melo Imai (en)     | Lindsey Jacobellis   | Doriane Vidal         |
| 22 octobre 2005                                               | Saas-Fee          | Snowboard cross   | Marie Laissus      | Doresia Krings       | Lindsey Jacobellis    |
| 8 décembre 2005                                               | Whistler          | Snowboard cross   | Julie Pomagalski   | Karine Ruby          | Erin Simmons (en)     |
| 9 décembre 2005                                               | Whistler          | Snowboard cross   | Doresia Krings     | Olivia Nobs          | Erin Simmons (en)     |
| 10 décembre 2005                                              | Whistler          | Half-pipe         | Shiho Nakashima    | Naho Mizuki (pl)     | Yayoi Tamura (pl)     |
| 11 décembre 2005                                              | Whistler          | Half-pipe         | Sōko Yamaoka       | Paulina Ligocka      | Chikako Fushimi (en)  |
| 17 décembre 2005                                              | Le Relais         | Half-pipe         | Épreuve annulée.   | Épreuve annulée.     | Épreuve annulée.      |
| 17 décembre 2005                                              | Le Relais         | Géant parallèle   | Ursula Bruhin      | Fränzi Mägert-Kohli  | Daniela Meuli         |
| 18 décembre 2005                                              | Le Relais         | Géant parallèle   | Daniela Meuli      | Heidi Krings         | Isabelle Blanc        |
| 4 janvier 2006                                                | Bad Gastein       | Snowboard cross   | Dominique Maltais  | Olivia Nobs          | Manuela Riegler       |
| 5 janvier 2006                                                | Bad Gastein       | Snowboard cross   | Mellie Francon     | Dominique Maltais    | Maëlle Ricker         |
| 8 janvier 2006                                                | Kreischberg       | Géant parallèle   | Daniela Meuli      | Rosey Fletcher       | Ursula Bruhin         |
| 9 janvier 2006                                                | Kreischberg       | Half-pipe,        | Manuela Pesko      | Doriane Vidal        | Shiho Nakashima       |
| 14 janvier 2006                                               | Plan de Corones   | Snowboard cross   | Sandra Frei        | Karine Ruby          | Alexandra Jekova      |
| 15 janvier 2006                                               | Plan de Corones   | Géant parallèle   | Daniela Meuli      | Julie Pomagalski     | Alexa Loo             |
| 19 janvier 2006                                               | Leysin            | Half-pipe         | Manuela Pesko      | Juliane Bray         | Sophie Rodriguez      |
| 20 janvier 2006                                               | Leysin            | Half-pipe         | Paulina Ligocka    | Manuela Pesko        | Sophie Rodriguez      |
| 22 janvier 2006                                               | Nendaz            | Slalom parallèle  | Jagna Marczulajtis | Daniela Meuli        | Sara Fischer (sv)     |
| Snowboard aux Jeux olympiques de 2006 (12 au 23 février 2006) |                   |                   |                    |                      |                       |
| 1er mars 2006                                                 | Shukolovo         | Slalom parallèle  | Daniela Meuli      | Fränzi Mägert-Kohli  | Ursula Bruhin         |
| 3 mars 2006                                                   | Saint-Pétersbourg | Slalom parallèle, | Doris Günther      | Carmen Ranigler (it) | Daniela Meuli         |
| 9 mars 2006                                                   | Lake Placid       | Géant parallèle   | Julie Pomagalski   | Daniela Meuli        | Stacia Hookom (en)    |
| 11 mars 2006                                                  | Lake Placid       | Half-pipe         | Gretchen Bleiler   | Manuela Pesko        | Paulina Ligocka       |
| 12 mars 2006                                                  | Lake Placid       | Snowboard cross   | Épreuve annulée.   | Épreuve annulée.     | Épreuve annulée.      |
| 17 mars 2006                                                  | Furano            | Snowboard cross   | Dominique Maltais  | Lindsey Jacobellis   | Sandra Frei           |
| 18 mars 2006                                                  | Furano            | Half-pipe         | Manuela Pesko      | Sōko Yamaoka         | Shiho Nakashima       |
| 19 mars 2006                                                  | Furano            | Géant parallèle   | Daniela Meuli      | Julia Dujmovits      | Michelle Gorgone (en) |

### Hommes
| Date                                                          | Lieu              | Épreuve           | Vainqueur             | Second                 | Troisième                |
| ------------------------------------------------------------- | ----------------- | ----------------- | --------------------- | ---------------------- | ------------------------ |
| 14 septembre 2005                                             | Valle Nevado      | Half-pipe         | Xaver Hoffmann (de)   | Daniel Franck          | Antti Autti              |
| 15 septembre 2005                                             | Valle Nevado      | Half-pipe         | Antti Autti           | Mathieu Crepel         | Miikka Hast (fi)         |
| 17 septembre 2005                                             | Valle Nevado      | Snowboard cross   | Xavier de Le Rue      | Seth Wescott           | Sylvain Duclos           |
| 18 septembre 2005                                             | Valle Nevado      | Snowboard cross   | Lukas Grüner          | Xavier de Le Rue       | Guillaume Nantermod      |
| 7 octobre 2005                                                | Landgraaf         | Slalom parallèle  | Siegfried Grabner     | Simon Schoch           | Adam Smith (de)          |
| 9 octobre 2005                                                | Rotterdam         | Big air           | Risto Mattila         | Stefan Gimpl           | Janne Korpi              |
| 16 octobre 2005                                               | Sölden            | Géant parallèle   | Heinz Inniger         | Gilles Jaquet          | Simon Schoch             |
| 21 octobre 2005                                               | Saas-Fee          | Half-pipe         | Kazuhiro Kokubo       | Antti Autti            | Vinzenz Lüps (de)        |
| 22 octobre 2005                                               | Saas-Fee          | Snowboard cross   | Nate Holland          | Xavier de Le Rue       | Damon Hayler             |
| 8 décembre 2005                                               | Whistler          | Snowboard cross   | Alberto Schiavon (it) | Nate Holland           | Paul-Henri de Le Rue     |
| 9 décembre 2005                                               | Whistler          | Snowboard cross   | Jasey Jay Anderson    | Pierre Vaultier        | Seth Wescott             |
| 10 décembre 2005                                              | Whistler          | Half-pipe         | Kazuhiro Kokubo       | Vinzenz Lüps (de)      | Brad Martin              |
| 11 décembre 2005                                              | Whistler          | Half-pipe         | Domu Narita (en)      | Fumiyuki Murakami (en) | Kory Wright (pl)         |
| 17 décembre 2005                                              | Le Relais         | Half-pipe         | Épreuve annulée.      | Épreuve annulée.       | Épreuve annulée.         |
| 17 décembre 2005                                              | Le Relais         | Géant parallèle   | Philipp Schoch        | Andreas Prommegger     | Gilles Jaquet            |
| 18 décembre 2005                                              | Le Relais         | Géant parallèle   | Simon Schoch          | Philipp Schoch         | Heinz Inniger            |
| 4 janvier 2006                                                | Bad Gastein       | Snowboard cross   | Drew Neilson          | Shaun Palmer           | Xavier de Le Rue         |
| 5 janvier 2006                                                | Bad Gastein       | Snowboard cross   | Mario Fuchs           | Drew Neilson           | Tom Velisek (en)         |
| 7 janvier 2006                                                | Klagenfurt        | Big air           | Stefan Gimpl          | Ville Uotila (pl)      | Jaakko Ruha (fi)         |
| 8 janvier 2006                                                | Kreischberg       | Géant parallèle   | Philipp Schoch        | Mathieu Bozzetto       | Siegfried Grabner        |
| 9 janvier 2006                                                | Kreischberg       | Half-pipe,        | Janne Korpi           | Mathieu Crepel         | Markku Koski             |
| 14 janvier 2006                                               | Plan de Corones   | Snowboard cross   | Jason Smith (en)      | Marco Huser (en)       | Jayson Hale (en)         |
| 15 janvier 2006                                               | Plan de Corones   | Géant parallèle   | Philipp Schoch        | Simon Schoch           | Marc Iselin (en)         |
| 19 janvier 2006                                               | Leysin            | Half-pipe         | Halvor Lunn (no)      | Therry Brunner (de)    | Jan Michaelis            |
| 20 janvier 2006                                               | Leysin            | Half-pipe         | Jan Michaelis         | Halvor Lunn (no)       | Xaver Hoffmann (de)      |
| 22 janvier 2006                                               | Nendaz            | Slalom parallèle  | Simon Schoch          | Roland Haldi           | Nicolas Huet             |
| 28 janvier 2006                                               | Winterberg        | Big air           | Matevž Petek          | Pekka Ruokanen (pl)    | Christophe Reynders (pl) |
| 4 février 2006                                                | Milan             | Big air           | Matevž Petek          | Stefan Gimpl           | Ville Uotila (pl)        |
| Snowboard aux Jeux olympiques de 2006 (12 au 23 février 2006) |                   |                   |                       |                        |                          |
| 1er mars 2006                                                 | Shukolovo         | Slalom parallèle  | Marc Iselin (en)      | Mathieu Bozzetto       | Roland Fischnaller       |
| 3 mars 2006                                                   | Saint-Pétersbourg | Slalom parallèle, | Simon Schoch          | Roland Fischnaller     | Philipp Schoch           |
| 4 mars 2006                                                   | Saint-Pétersbourg | Big air           | Sami Saarenpää (fi)   | Ville Uotila (pl)      | Matti Kinnunen (fi)      |
| 9 mars 2006                                                   | Lake Placid       | Géant parallèle   | Philipp Schoch        | Simon Schoch           | Andreas Prommegger       |
| 11 mars 2006                                                  | Lake Placid       | Half-pipe         | Tommy Czeschin (en)   | Jan Michaelis          | Takahiro Ishihara (pl)   |
| 12 mars 2006                                                  | Lake Placid       | Snowboard cross   | Épreuve annulée.      | Épreuve annulée.       | Épreuve annulée.         |
| 17 mars 2006                                                  | Furano            | Snowboard cross   | Michal Novotný        | Marco Huser (en)       | Jasey Jay Anderson       |
| 18 mars 2006                                                  | Furano            | Half-pipe         | Crispin Lipscomb (en) | Takahiro Ishihara (pl) | Jan Michaelis            |
| 19 mars 2006                                                  | Furano            | Géant parallèle   | Daniel Biveson (sv)   | Andreas Prommegger     | Heinz Inniger            |